# جایزه بشردوستانه ژان هرشولت

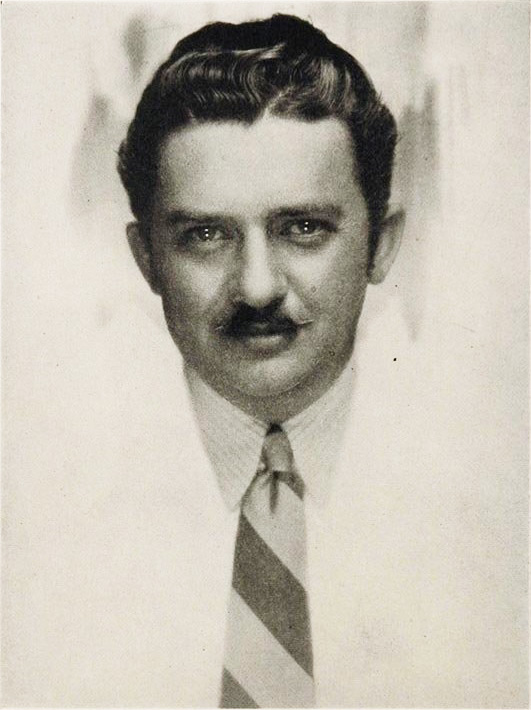
پرتره‌‌ای از ژان هرشولت - حوالی ۱۹۲۹

جایزه بشردوستانه ژان هرشولت (به انگلیسی: Jean Hersholt Humanitarian Award) برای تجلیل از تلاش‌های فردی بشردوستانه یکی از چهره‌های صنعت سینما اهدا می‌شود.
- ۲۹ام - Y. Frank Freeman
- ۳۰ام - ساموئل گلدوین
- ۳۲ام - باب هوپ (۱۹۶۰)
- ۳۳ام - سول لسر
- ۳۴ام - جرج سیتون
- ۳۵ام - Steve Broidy
- ۳۸ام - Edmond L. DePatie
- ۳۹ام - George Bagnall
- ۴۰ام - گریگوری پک
- ۴۱ام - مارتا ری
- ۴۲ام - George Jessel
- ۴۳ام - فرانک سیناترا (۱۹۷۱)
- ۴۵ام - روسالیند راسل
- ۴۶ام - Lew Wasserman
- ۴۷ام - Arthur B. Krim
- ۴۸ام - Jules C. Stein
- ۵۰ام - چارلتون هستون
- ۵۱ام - Leo Jaffe
- ۵۲ام - Robert Benjamin†
- ۵۴ام - دنی کی
- ۵۵ام - والتر میریش
- ۵۶ام - M. J. Frankovich
- ۵۷ام - دیوید ال. ولپر
- ۵۸ام - بادی راجرز
- ۶۲ام - هاوارد دبلیو کوخ
- ۶۵ام - آدری هپبورن †
- ۶۵ام - الیزابت تیلور
- ۶۶ام - پل نیومن
- ۶۷ام - کوئینسی جونز
- ۷۴ام - آرتور هیلر
- ۷۷ام - Roger Mayer
- ۷۹ام - شری لانسینگ
- ۸۱ام - جری لوئیس
- ۸۴ام - اپرا وینفری
- ۸۵ام - جفری کاتزنبرگ
- ۸۶ام - آنجلینا جولی
- ۸۷ام - هری بلافونته
- ۸۸ام - دبی رینولدز

† — پس از مرگش اعطا شده